# تتراهیدروکورتیکوسترون
۵α،۳α-تتراهیدروکوسترون (۳α،۵α-THB)، یا به سادگی تتراهیدروکورتیکوسترون (THB یا THCC)، یک هورمون گلوکوکورتیکوئید درون زاد است.

## همچنین ببینید
- آلوپرگنانولون
- تتراهیدروکورتیزون
- تتراهیدروکورتیزول